# Janina Nowak
Janina Nowak (ur. 9 sierpnia 1917 w Błędowie, zm. ?) – pierwsza kobieta, która uciekła z KL Auschwitz-Birkenau.

## Życiorys
Do Auschwitz trafiła 12 czerwca 1942 jako 24-latka. Otrzymała numer 7615 i została skierowana do pracy fizycznej.
Dwa tygodnie po przyjeździe, 24 czerwca, podjęła udaną próbę ucieczki jako pierwsza kobieta w historii obozu. Jej zniknięcie zauważono podczas liczenia więźniów po skończonym suszeniu siana nad rzeką Sołą. W rezultacie komando liczące 200 polskich więźniarek zgromadzono w obozie na apel połączony z karnymi ćwiczeniami. Poza tym wszystkie członkinie komanda zostały zmuszone do zgolenia włosów, co do tej pory stosowano jedynie w stosunku do Żydówek. Następnego dnia komando przemianowano na kompanię karną, a kobiety wysłano do podobozu Budy, stanowiącego gospodarstwo rolne SS, znane z trudnych warunków pracy, przemocy kapo oraz ciężkich warunków. Na początku października 1942 w obozie doszło do masakry więźniarek.
Janina Nowak dotarła do Łodzi i ukryła się przed okupantem. Tak dotrwała do marca 1943. Wówczas została ponownie aresztowana przez Niemców i 8 maja wróciła do Auschwitz z numerem 31527. W 1943 przeniesiono ją do KL Ravensbrück. Była tam do wyzwolenia obozu pod koniec kwietnia 1945.
Dalszych losów Janiny Nowak nie ustalono.
W 2021 ukazała się debiutancka powieść Marty Byczkowskiej-Nowak inspirowaną postacią Janiny Nowak pt. Którędy na wolność? Historia pierwszej dziewczyny, która uciekła z Auschwitz.